# 正坐

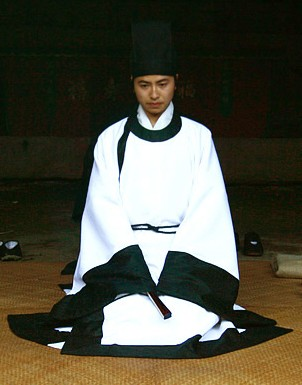
漢服襴衫正坐像

正坐是席地坐姿的一種，又稱“跨鶴坐”，通稱“跪坐”。古華文中，臀部接觸腳跟為「坐」，特指正坐；挺直上身而不著腳跟為「跪」；跪而聳身挺腰為「跽」。正坐時，雙膝應併攏著地，臀部壓足，雙手放在腿上。
正坐亦是日本傳統文化當中正式的座姿。直至現在，各種日本傳統藝能的表演者仍然需要正坐。

## 歷史

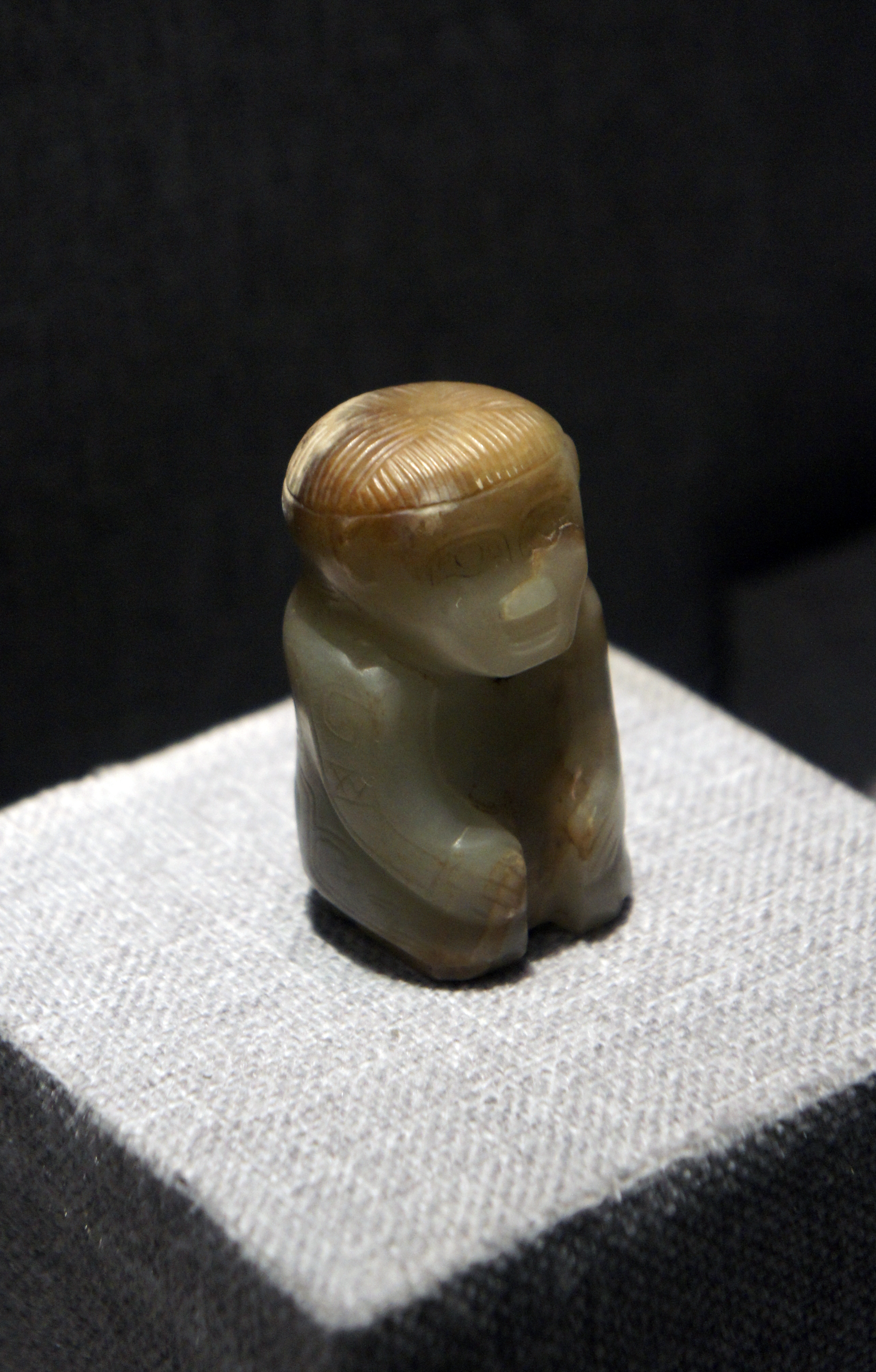
婦好墓出土之正坐玉人

席地而坐的姿勢主要有三種，一為正坐，即屈膝跪坐；二為「趺坐」，即盤腿而坐；三為「箕踞」，即兩腿前伸而坐。中國人的正坐傳統至少可以追溯到商代。婦好墓出土玉人即為此姿。甲骨文中也有多個明確描繪出正坐形象的文字。
- 卩
- 光
- 見
- 即
- 卿

並不著褲，冬季則在雙腿套上用於保暖的脛衣，故而敞開雙腿的「趺坐」和「箕踞」皆屬不雅。在正式場合，趺坐和箕踞都是不合禮節之舉。箕踞時身軀倚靠几案，則更屬輕慢無禮。《禮記·曲禮上第一》：「坐毋箕」。正坐也是華夏文化與夷文化的重要區分之一，夷人習蹲踞(即踎)，即足底著地，聳膝下臀。甲骨文和金文中的“夷（尸）”字，即像蹲踞之姿。

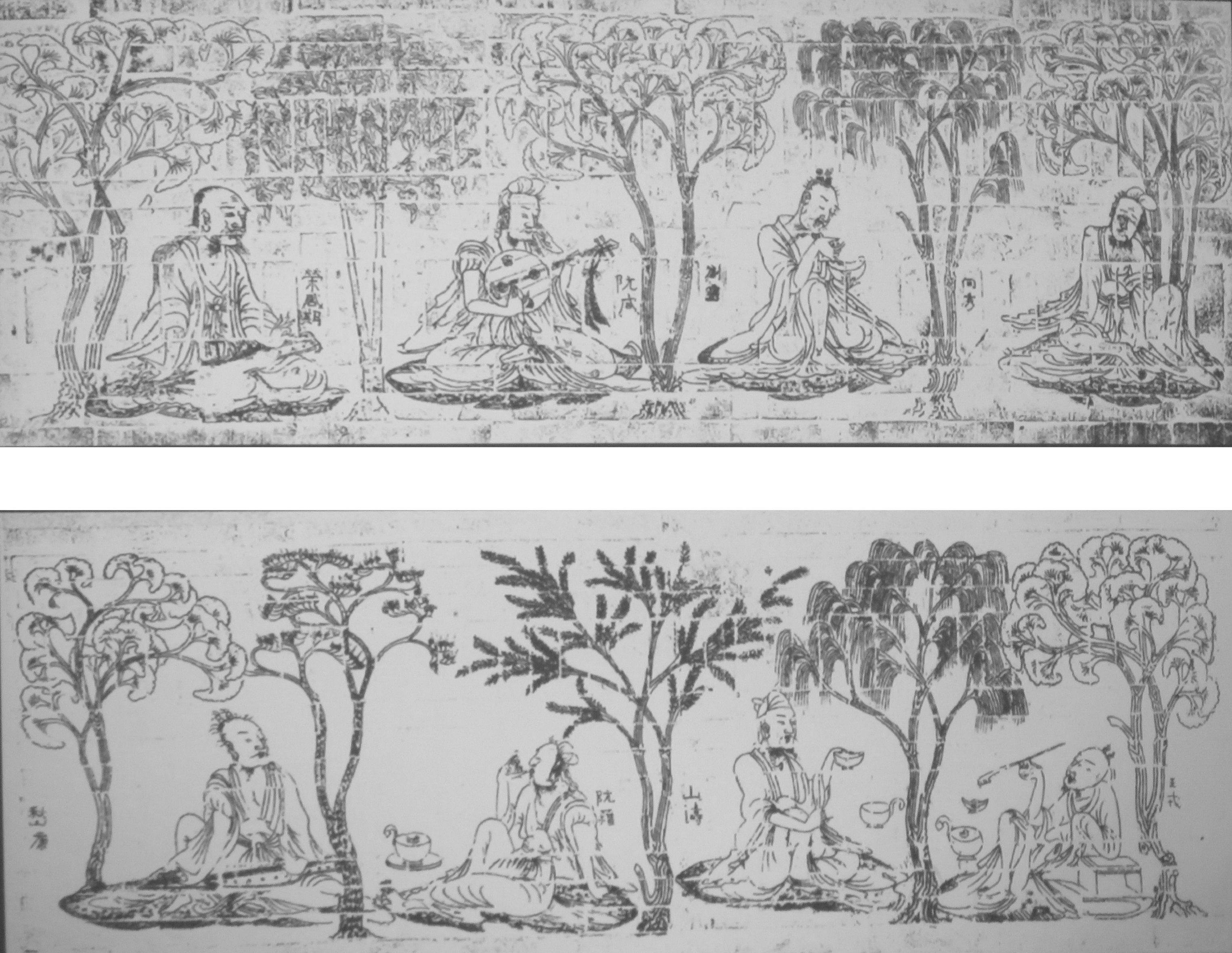
南朝畫像磚竹林七賢與榮啟期中描繪的竹林七賢形象，多為箕踞

商周以來，正坐長期是中國人的標準坐姿。“坐”字本身即特指正坐。《史記·項羽本紀》中描繪的鴻門宴場景即體現出時人正坐分餐的習慣。對人不循正坐之規，或為刻意羞辱，如漢高祖劉邦輕視趙王，箕踞而罵；或為追隨夷俗，如南越王趙佗統治嶺南，“椎髻箕坐”；或為放蕩不羈，如竹林七賢中的阮籍醉酒散髮、箕踞坐床。
五胡亂華以後，胡人大量進入中原，胡床、胡座等坐具隨之傳入，并逐漸流行，坐於椅上的姿勢因而稱為「胡坐」。但直至唐代，正坐仍然是正式場合的規範坐姿。到了宋代，椅子逐漸在民間大量普及，胡坐成為主流坐姿，中國房屋的結構也因此發生許多重大變化。

## 日本的正坐

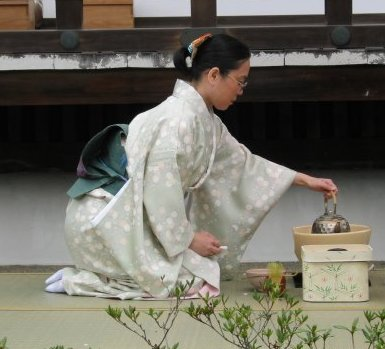
日本女子以正坐姿態展演茶道技法
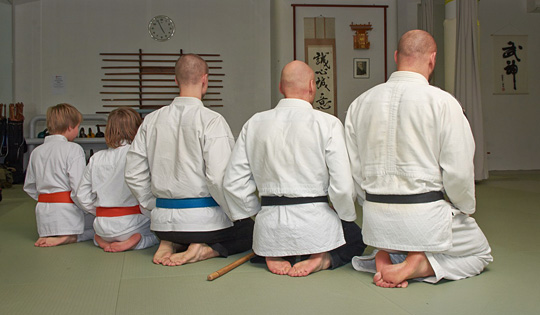
正坐的情況下，腳底通常維持在交叉或併攏的狀態
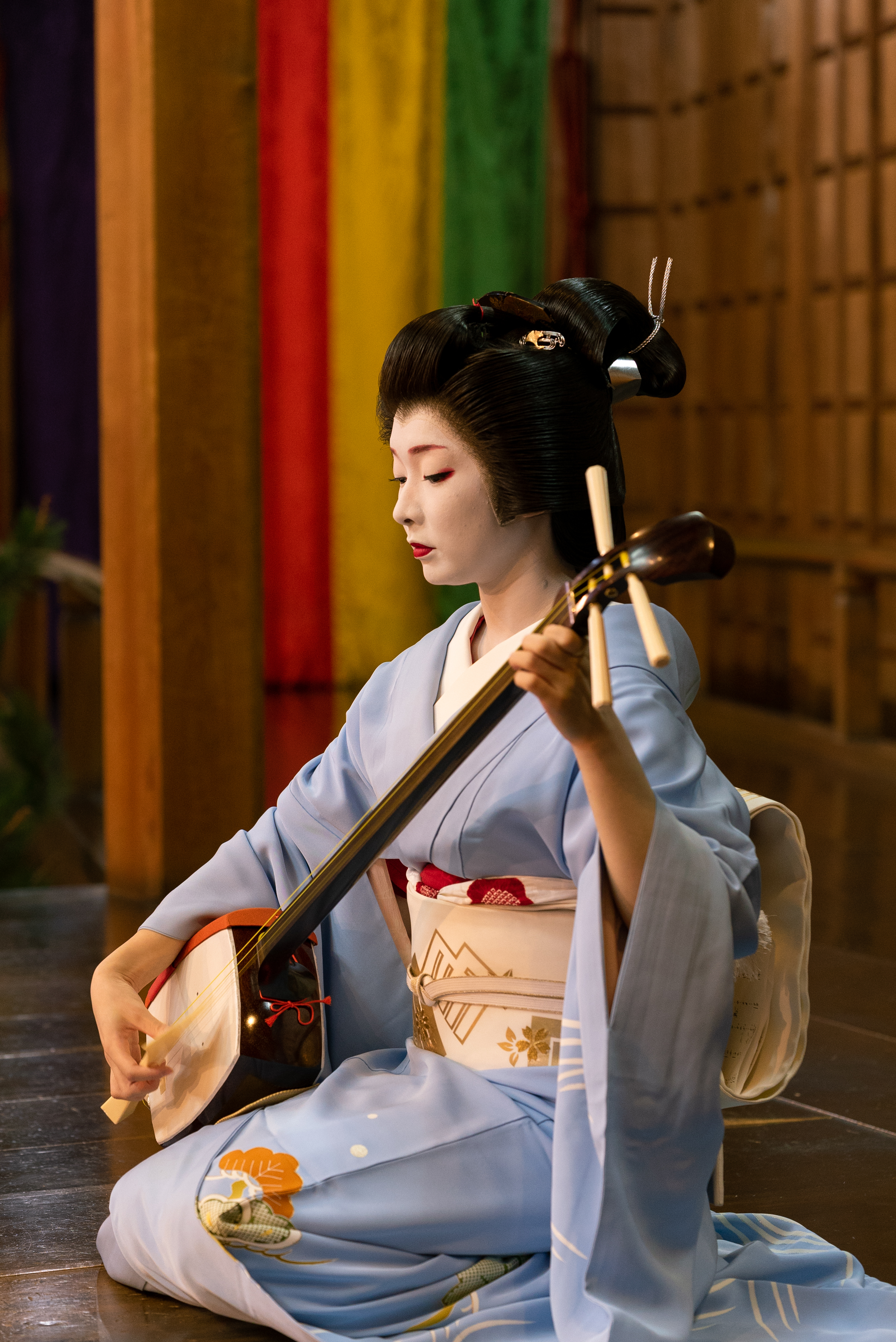
三味線演出
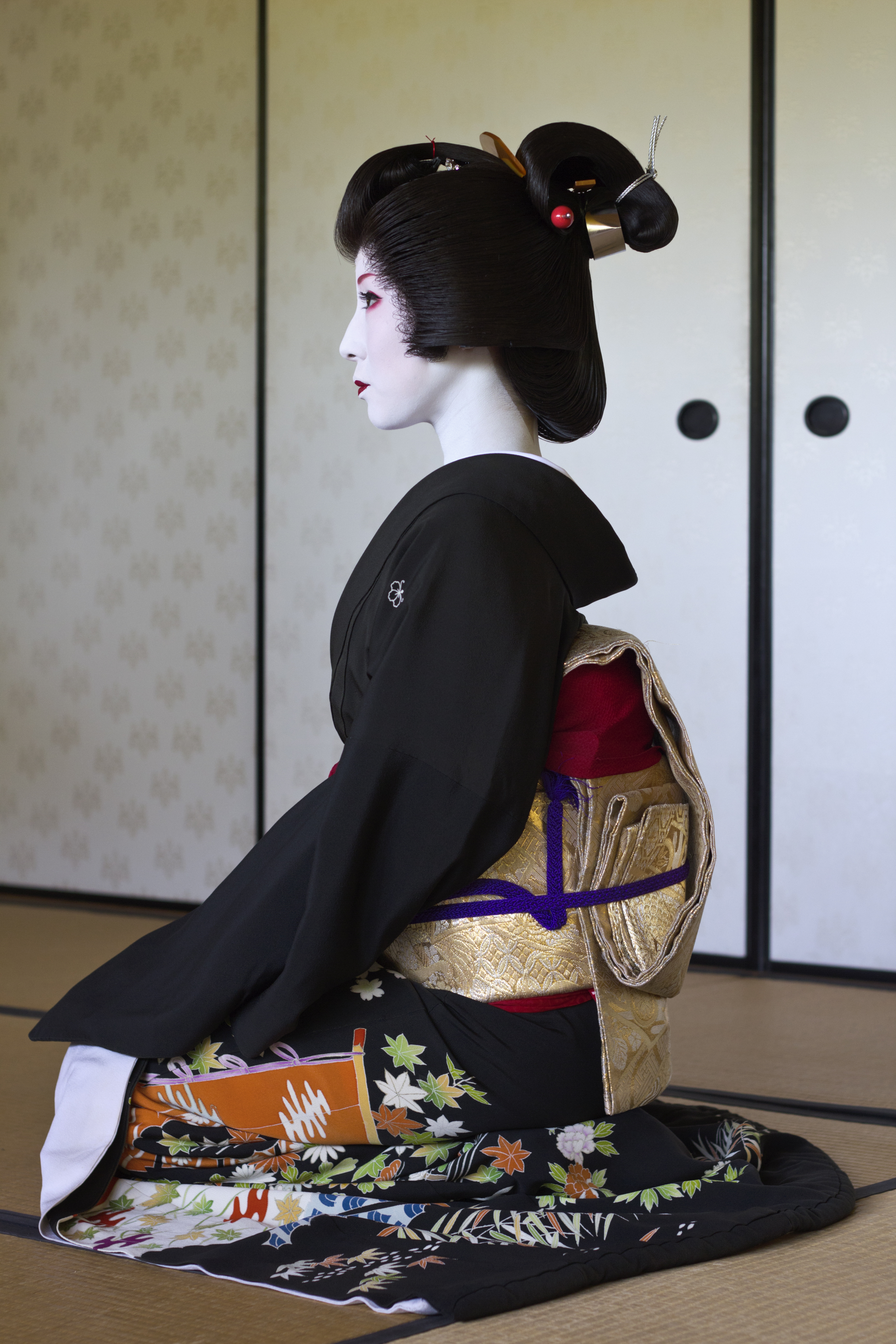
日本藝妓

## 參看

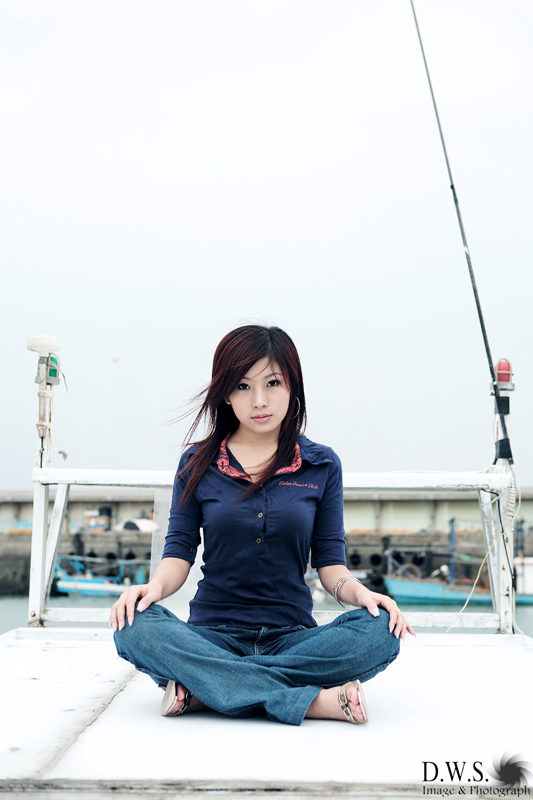
趺坐的女子
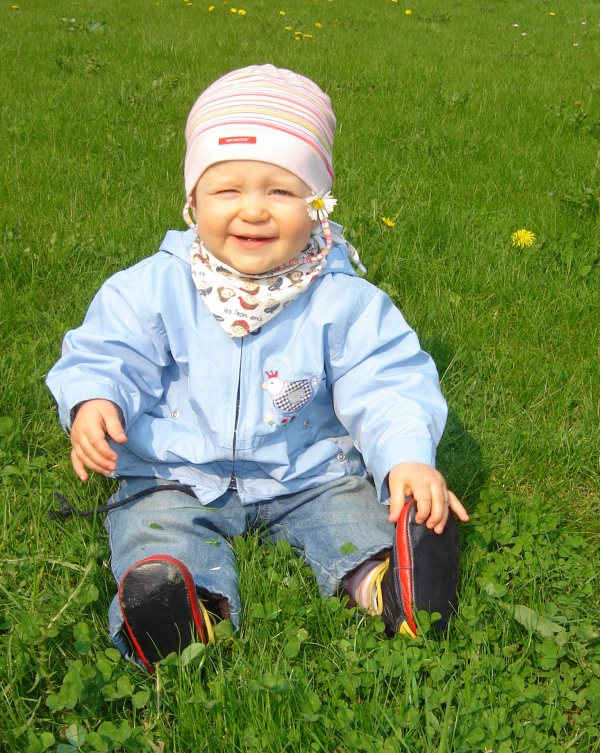
箕踞的兒童
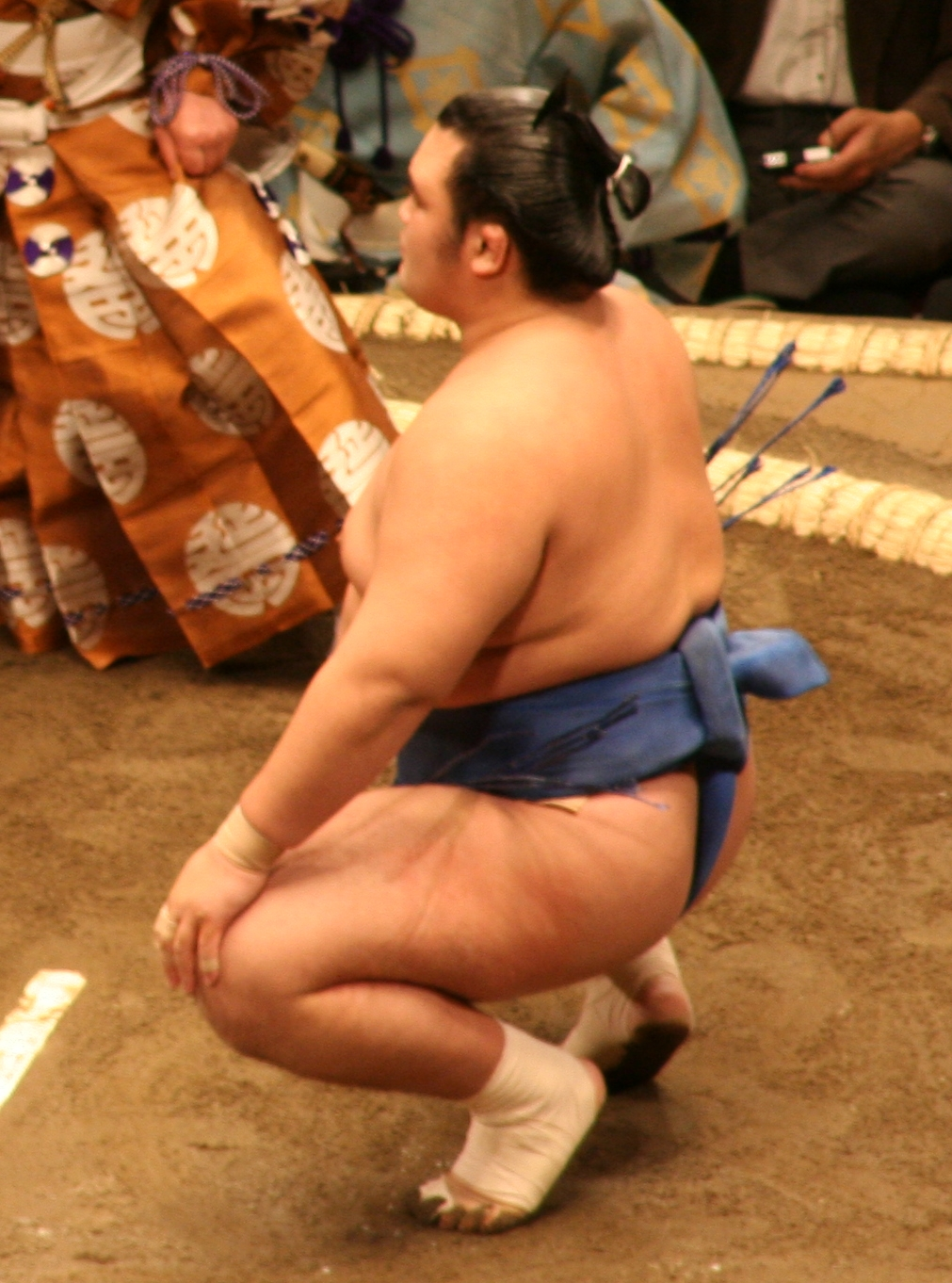
蹲踞的相撲選手